# Politique dans le Pas-de-Calais
Politique dans le Pas-de-Calais présente les découpages électoraux du département du Pas-de-Calais de nos jours. Les 890 actuelles communes, sont regroupées en 19 intercommunalités et sont organisées en 39 cantons permettant d'élire les conseillers départementaux. La représentation dans les instances régionales est quant à elle assurée par 47 conseillers régionaux. Le département est également découpé en douze circonscriptions législatives, et est représenté au niveau national par douze députés et neuf sénateurs.
Le Pas-de-Calais est l'un des 83 départements créés à la Révolution française, le 4 mars 1790, en application de la loi du 22 décembre 1789. Pour créer ce département, le régime révolutionnaire fusionne une partie de la province de Picardie (Boulonnais, Calaisis et une partie du Ponthieu) avec l'Artois (reconquis sur les Pays-Bas du Sud un siècle plus tôt). Jusqu'au 1er janvier 2016, le Pas-de-Calais était rattaché au département du Nord pour former la région Nord-Pas-de-Calais. Aujourd'hui, il constitue avec quatre autres départements, la région Hauts-de-France.

## Représentation politique

### Députés et circonscriptions législatives

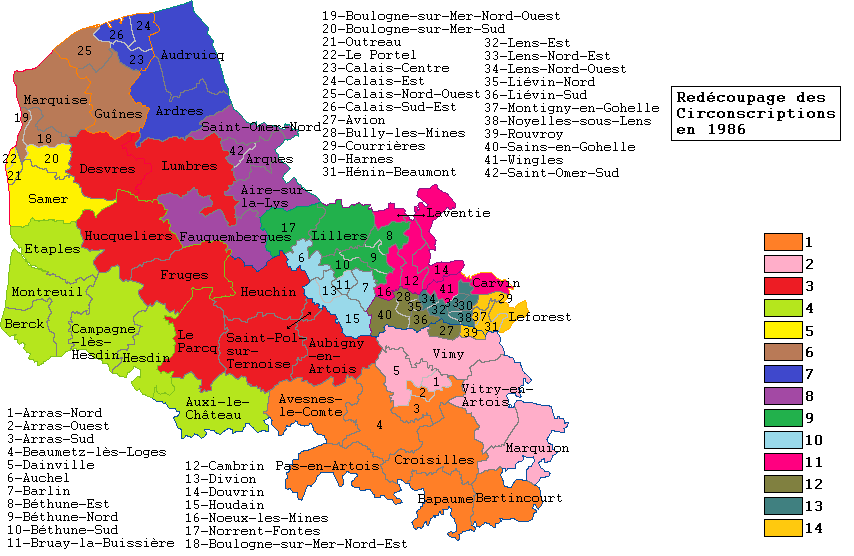
Composition des 14 Circonscriptions du Pas-de-Calais en 1986

Le département du Pas-de-Calais est composé de quatorze circonscriptions législatives, néanmoins, le redécoupage des circonscriptions législatives françaises de 2010 fera perdre deux circonscriptions au département en 2012, le département comprend douze circonscriptions regroupant les cantons suivants :
| Circonscriptions | Cantons |
| ---------------- | --- |
| 1re              | Aubigny-en-Artois, Auxi-le-Château, Avesnes-le-Comte, Bapaume, Beaumetz-lès-Loges, Bertincourt, Croisilles, Marquion, Pas-en-Artois, Saint-Pol-sur-Ternoise, Vitry-en-Artois |
| 2e               | Arras-Nord, Arras-Ouest, Arras-Sud, Dainville, Vimy |
| 3e               | Avion, Harnes, Lens-Est, Lens-Nord-Est, Lens-Nord-Ouest, Noyelles-sous-Lens                                                                                                  |
| 4e               | Berck, Campagne-lès-Hesdin, Étaples, Fruges, Hesdin, Hucqueliers, Le Parcq, Montreuil                                                                                        |
| 5e               | Boulogne-sur-Mer-Nord-Est, Boulogne-sur-Mer-Nord-Ouest, Boulogne-sur-Mer-Sud, Outreau, Le Portel, Samer                                                                      |
| 6e               | Ardres, Desvres, Fauquembergues, Guînes, Heuchin, Lumbres, Marquise |
| 7e               | Audruicq, Calais-Centre, Calais-Est, Calais-Nord-Ouest, Calais-Sud-Est |
| 8e               | Aire-sur-la-Lys, Arques, Auchel, Norrent-Fontes, Saint-Omer-Nord, Saint-Omer-Sud                                                                                             |
| 9e               | Béthune-Est, Béthune-Nord, Béthune-Sud, Laventie, Lillers |
| 10e              | Barlin, Bruay-la-Buissière, Divion, Houdain, Nœux-les-Mines, Sains-en-Gohelle                                                                                                |
| 11e              | Carvin, Courrières, Hénin-Beaumont, Leforest, Montigny-en-Gohelle, Rouvroy                                                                                                   |
| 12e              | Bully-les-Mines, Cambrin, Douvrin, Liévin-Nord, Liévin-Sud, Wingles |

À la suite du redécoupage des cantons de 2014, les circonscriptions législatives ne sont plus composées de cantons entiers mais continuent à être définies selon les limites cantonales en vigueur en 2010. Les circonscriptions sont ainsi composées des cantons actuels suivants :
- 1re circonscription : cantons d'Arras-3 (10 communes), Auxi-le-Château (15 communes), Avesnes-le-Comte (sauf commune de Duisans), Bapaume, Brebières (27 communes), Saint-Pol-sur-Ternoise (55 communes), communes de Bajus, Beaumetz-lès-Loges, Diéval, La Comté et Monchy-le-Preux

- 2e circonscription : cantons d'Arras-1 (sauf commune de Beaumetz-lès-Loges), Arras-2 (sauf commune de Monchy-le-Preux), Arras-3 (6 communes), Brebières (6 communes), Bully-les-Mines (4 communes) et Liévin (communes de Givenchy-en-Gohelle et Vimy), communes d'Acheville, Bois-Bernard et Duisans.

- 3e circonscription : cantons d'Avion (sauf commune d'Acheville et partie de Méricourt), Harnes (sauf communes de Bois-Bernard et Rouvroy), Lens, communes d'Estevelles, Loos-en-Gohelle et Pont-à-Vendin.

- 4e circonscription : cantons d'Auxi-le-Château (69 communes), Berck, Étaples, Fruges (25 communes) et Lumbres (24 communes).

- 5e circonscription : cantons de Boulogne-sur-Mer-1, Boulogne-sur-Mer-2, Desvres (9 communes) et Outreau
- 6e circonscription : cantons de Calais-2 (sauf quartiers calaisiens du Pont du Leu et de Virval, et communes des Attaques et de Coulogne), Desvres (43 communes), Fruges (18 communes), Lumbres (36 communes), Saint-Omer (7 communes) et Saint-Pol-sur-Ternoise (32 communes), communes d'Hallines, Hames-Boucres, Muncq-Nieurlet, Pihen-lès-Guînes et Recques-sur-Hem
- 7e circonscription : canton de Calais-1 (sauf Hames-Boucres et Pihen-lès-Guînes), Calais-3 et Marck (sauf communes de Muncq-Nieurlet et Recques-sur-Hem),  quartiers calaisiens du Pont du Leu et de Virval, commune des Attaques et de Coulogne
- 8e circonscription : cantons d'Aire-sur-la-Lys (sauf commune de Guarbecque), Fruges (9 communes), Lillers (11 communes), Longuenesse (sauf commune d'Hallines), Saint-Omer (9 communes), communes d'Auchel, Cauchy-à-la-Tour, Diéval et Lozinghem.
- 9e circonscription : cantons de Béthune, Beuvry (sauf Beuvry et Richebourg) et Lillers (11 communes), communes de Fouquereuil, Fouquières-lès-Béthune, Guarbecque et Lorgies.
- 10e circonscription : cantons d'Auchel (sauf communes d'Auchel, Cauchy-à-la-Tour, Diéval et Lozinghem), Bruay-la-Buissière (sauf communes de Bajus et La Comté), Bully-les-Mines (5 communes) et Nœux-les-Mines (sauf communes de Fouquereuil et de Fouquières-lès-Béthune), communes de Beuvry et de Sailly-Labourse.
- 11e circonscription : cantons de Carvin, Hénin-Beaumont-1 et Hénin-Beaumont-2, commune de Rouvroy et partie de la commune de Méricourt.
- 12e circonscription : cantons de Bully-les-Mines (3 communes), Douvrin (sauf communes de Lorgies et Sailly-Labourse), Liévin (communes d'Eleu-dit-Léauwette et Liévin) et Wingles (sauf communes d'Estevelles, Loos-en-Gohelle et Pont-à-Vendin), commune de Richebourg.

Circonscriptions et affiliations à l'issue des élections de 2024.

Depuis les dernières élections législatives françaises de 2024 instituant la dix-septième législature, les circonscriptions sont représentées par :
| Circ. | Nom                    |  | Parti  | Groupe                      | Suppléant                   |
| ----- | ---------------------- |  | ------ | --------------------------- | --------------------------- |
| 1re   | Emmanuel Blairy        |  | RN     | Rassemblement national      | Marine Cousin               |
| 2e    | Agnès Pannier-Runacher |  | RE-TdP | Ensemble pour la République | Pauline Levasseur           |
| 2e    | Pauline Levasseur      |  | RE     | Ensemble pour la République | –                           |
| 3e    | Bruno Clavet           |  | RN     | Rassemblement national      | Anthony Garénaux-Glinkowski |
| 4e    | Philippe Fait          |  | HOR    | Ensemble pour la République | Annie Defosse               |
| 5e    | Antoine Golliot        |  | RN     | Rassemblement national      | Thomas Pamart               |
| 6e    | Christine Engrand      |  | RN     | Rassemblement national      | Quentin Louis               |
| 7e    | Marc de Fleurian       |  | RN     | Rassemblement national      | Tatiana Ledoux              |
| 8e    | Auguste Evrard         |  | RN     | Rassemblement national      | Mason Moreau                |
| 9e    | Caroline Parmentier    |  | RN     | Rassemblement national      | Alexandre Maeseele          |
| 10e   | Thierry Frappé         |  | RN     | Rassemblement national      | Ludovic Pajot               |
| 11e   | Marine Le Pen          |  | RN     | Rassemblement national      | Steeve Briois               |
| 12e   | Bruno Bilde            |  | RN     | Rassemblement national      | Caroline Meloni             |

Pour les représentations précédentes, voir la Liste des députés du Pas-de-Calais.

### Sénateurs
En 2023, le département du Pas-de-Calais est représenté par sept sénateurs :
|  | Identité                  | Étiquette | Du         | Au       | Autres mandats                                       |
|  | ------------------------- | --------- | ---------- | -------- | ---------------------------------------------------- |
|  | Cathy Apourceau-Poly      | PCF       | 01/07/2018 | en cours | Conseillère municipale d'Avion                       |
|  | Jean-Pierre Corbisez      | DVG       | 01/10/2017 | en cours | Ancien maire d'Oignies                               |
|  | Jérôme Darras             | PS        | 02/10/2023 | en cours | Adjoint au maire de Liévin                           |
|  | Amel Gacquerre            | UDI       | 08/12/2021 | en cours | Conseillère régionale                                |
|  | Jean-François Rapin       | LR        | 01/10/2017 | en cours | Conseiller régional                                  |
|  | Christopher Szczurek      | RN        | 02/10/2023 | en cours | Adjoint au maire d'Hénin-Beaumont                    |
|  | Jean-Marie Vanlerenberghe | MoDem     | 01/10/2017 | en cours | Conseiller municipal d'Arras et ancien maire d'Arras |

Pour les représentations précédentes, voir la liste des sénateurs du Pas-de-Calais.

### Conseillers régionaux
En 2021, le département du Pas-de-Calais est représenté par quarante-sept conseillers régionaux :
| Identité | Identité                  | Parti | Groupe                            |
| -------- | ------------------------- | ----- | --------------------------------- |
|          | Natacha Bouchart          | LR    | Les Républicains et apparentés    |
|          | Jean-François Rapin       | LR    | Les Républicains et apparentés    |
|          | Faustine Maliar           | LR    | Les Républicains et apparentés    |
|          | Daniel Fasquelle          | LR    | Les Républicains et apparentés    |
|          | Jean-Michel Taccoen       | DVD   | Les Républicains et apparentés    |
|          | Simon Jombart             | LR    | Les Républicains et apparentés    |
|          | Nathalie Gheerbrant       | LR    | Les Républicains et apparentés    |
|          | Mabrouka Dhiffalah        | DVD   | Les Républicains et apparentés    |
|          | Ghislain Tetard           | LR    | Les Républicains et apparentés    |
|          | Philippe Beauchamps       | DVD   | Les Républicains et apparentés    |
|          | Véronique Dumont-Deseigne | LR    | Les Républicains et apparentés    |
|          | Emmanuel Agius            | LR    | Les Républicains et apparentés    |
|          | Sophie Merlier-Lequette   | DVD   | Les Républicains et apparentés    |
|          | Sabine Finez              | LR    | Les Républicains et apparentés    |
|          | André Genelle             | DVD   | Les Républicains et apparentés    |
|          | Olivier Planque           | LR    | Les Républicains et apparentés    |
|          | Laurence Prouvot          | DVD   | Les Républicains et apparentés    |
|          | Pierre-Emmanuel Gibson    | LR    | Les Républicains et apparentés    |
|          | Philippe Caron            | DVD   | Les Républicains et apparentés    |
|          | Frédéric Leturque         | DVD   | Union centriste                   |
|          | Amel Gacquerre            | UDI   | Union centriste                   |
|          | Paulette Julien-Peuvion   | UDI   | Union centriste                   |
|          | Marie-Noëlle Delaire      | UDI   | Union centriste                   |
|          | Hakim Elazouzi            | UDI   | Union centriste                   |
|          | Cathy Desfontaines        | UDI   | Union centriste                   |
|          | Catherine Fournier        | UDI   | Union centriste                   |
|          | François Decoster         | MoDem | MoDem, radicaux et apparentés     |
|          | Valérie Biegalski         | MoDem | MoDem, radicaux et apparentés     |
|          | Michèle Ducloy            | MoDem | MoDem, radicaux et apparentés     |
|          | Anthony Jouvenel          | MoDem | MoDem, radicaux et apparentés     |
|          | Christopher Szczurek      | RN    | Rassemblement national            |
|          | Christine Engrand         | RN    | Rassemblement national            |
|          | Bruno Bilde               | RN    | Rassemblement national            |
|          | Émilie Bommart            | RN    | Rassemblement national            |
|          | Alban Heusèle             | RN    | Rassemblement national            |
|          | Marie-Christine Duriez    | RN    | Rassemblement national            |
|          | Laurent Brice             | RN    | Rassemblement national            |
|          | Odile Casier              | RN    | Rassemblement national            |
|          | Bruno Clavet              | RN    | Rassemblement national            |
|          | Huguette Fatna            | RN    | Rassemblement national            |
|          | Marine Tondelier          | EÉLV  | Pour le climat, pour l'emploi     |
|          | Elodie Cloez              | LFI   | Pour le climat, pour l'emploi     |
|          | Alexandre Cousin          | EÉLV  | Pour le climat, pour l'emploi     |
|          | Nicolas Richard           | EÉLV  | Pour le climat, pour l'emploi     |
|          | Serge Marcellak           | PS    | Gauche républicaine et écologiste |
|          | Bernard Baude             | PCF   | Gauche républicaine et écologiste |
|          | Samia Sadoune             | PS    | Gauche républicaine et écologiste |

Pour les représentations précédentes, voir la Liste des conseillers régionaux du Pas-de-Calais.

### Conseillers départementaux et cantons
Le Pas-de-Calais possède 78 conseillers départementaux, donc 78 conseillers départementaux élus. Depuis les dernières Élections départementales françaises de 2015, les cantons sont représentés par :
| Canton                           | Conseiller départemental     | Parti | Parti | Autres mandats                                                     |
| -------------------------------- | ---------------------------- | ----- | ----- | ------------------------------------------------------------------ |
| Canton d'Aire-sur-la-Lys         | Jean-Claude Dissaux          |       | DVG   | Président de la CC du pays d'Aire, maire d'Aire-sur-la-Lys         |
| Canton d'Aire-sur-la-Lys         | Florence Wozny               |       | DVG   | Maire-adjointe d'Aire-sur-la-Lys                                   |
| Canton d'Arras-1                 | Denise Bocquillet            |       | UDI   | Maire-adjointe d'Arras                                             |
| Canton d'Arras-1                 | Daniel Damart                |       | DVD   | Maire de Marœuil                                                   |
| Canton d'Arras-2                 | Emmanuelle Lapouille         |       | UMP   | Conseillère municipale d'Arras                                     |
| Canton d'Arras-2                 | Alexandre Malfait            |       | UDI   | Maire-adjoint d'Arras                                              |
| Canton d'Arras-3                 | Maryse Cauwet                |       | PS    | Conseillère municipale de Tilloy-lès-Mofflaines                    |
| Canton d'Arras-3                 | Jean-Louis Cottigny          |       | PS    | -                                                                  |
| Canton d'Auchel                  | Ludovic Guyot                |       | PCF   | Maire de Calonne-Ricouart                                          |
| Canton d'Auchel                  | Danièle Seux                 |       | PCF   | Conseillère municipale de Divion                                   |
| Canton d'Auxi-le-Château         | Florence Barbry              |       | DVD   | Conseillère municipale d'Auxi-le-Château                           |
| Canton d'Auxi-le-Château         | Robert Therry                |       | DVD   | -                                                                  |
| Canton d'Avesnes-le-Comte        | Maryse Delassus              |       | UMP   | Conseillère municipale de Tincques                                 |
| Canton d'Avesnes-le-Comte        | Michel Petit                 |       | UMP   | Maire de Berles-au-Bois                                            |
| Canton d'Avion                   | Audrey Dautriche             |       | PCF   | Maire-adjointe de Sallaumines                                      |
| Canton d'Avion                   | Jean-Marc Tellier            |       | PCF   | Maire d'Avion                                                      |
| Canton de Bapaume                | Évelyne Dromart              |       | UDI   | Maire de Morchies                                                  |
| Canton de Bapaume                | Bruno Duvergé                |       | UDI   | Maire de Hamelincourt                                              |
| Canton de Berck                  | Bruno Cousein                |       | UMP   | Président de la CC Opale sud, maire de Berck                       |
| Canton de Berck                  | Maryse Jumez                 |       | UMP   | Maire de Recques-sur-Course                                        |
| Canton de Béthune                | Alain Delannoy               |       | PS    | Maire de Lapugnoy                                                  |
| Canton de Béthune                | Nathalie Delbart             |       | MRC   | -                                                                  |
| Canton de Beuvry                 | Raymond Gaquère              |       | PS    | Maire de La Couture                                                |
| Canton de Beuvry                 | Emmanuelle Laveugle          |       | PS    | Maire-adjointe de Beuvry                                           |
| Canton de Boulogne-sur-Mer-1     | Claude Allan                 |       | PS    | Maire-adjoint de Boulogne-sur-Mer                                  |
| Canton de Boulogne-sur-Mer-1     | Mireille Hingrez-Céréda      |       | PS    | Maire-adjointe de Boulogne-sur-Mer                                 |
| Canton de Boulogne-sur-Mer-2     | Jean-Claude Étienne          |       | PS    | Maire-adjoint de Boulogne-sur-Mer                                  |
| Canton de Boulogne-sur-Mer-2     | Pascale Lebon                |       | PS    | Maire-adjointe de Saint-Martin-Boulogne                            |
| Canton de Brebières              | Bénédicte Messeanne-Grobelny |       | PS    | -                                                                  |
| Canton de Brebières              | Pierre Georget               |       | PRG   | Président de la CC Osartis Marquion, maire de Vitry-en-Artois      |
| Canton de Bruay-la-Buissière     | Bernard Cailliau             |       | PS    | Conseiller municipal de Bruay-la-Buissière                         |
| Canton de Bruay-la-Buissière     | Isabelle Levent              |       | PS    | Maire de Houdain                                                   |
| Canton de Bully-les-Mines        | Nicole Gruson                |       | PS    | Maire-adjointe de Bully-les-Mines                                  |
| Canton de Bully-les-Mines        | Alain Lefebvre               |       | PS    | Maire d'Aix-Noulette                                               |
| Canton de Calais-1               | Maïté Friscourt              |       | UMP   | Maire-adjointe de Calais                                           |
| Canton de Calais-1               | Michel Hamy                  |       | DVD   | Maire de Coquelles                                                 |
| Canton de Calais-2               | Ludovic Loquet               |       | MRC   | Maire d'Ardres                                                     |
| Canton de Calais-2               | Caroline Matrat              |       | PS    | Conseillère municipale de Calais                                   |
| Canton de Calais-3               | Stéphanie Guizelain          |       | UDI   | Conseillère municipale de Calais                                   |
| Canton de Calais-3               | Philippe Mignonnet           |       | UMP   | Maire-adjoint de Calais                                            |
| Canton de Carvin                 | Daniel Maciejasz             |       | PS    | Maire de Libercourt                                                |
| Canton de Carvin                 | Patricia Rousseau            |       | PS    | Maire-adjointe de Courrières                                       |
| Canton de Desvres                | Pascale Buret                |       | PS    | Maire-adjointe de Rinxent                                          |
| Canton de Desvres                | Claude Prudhomme             |       | PS    | Président de la CC de Desvres - Samer, maire de Crémarest          |
| Canton de Douvrin                | Odette Duriez                |       | PS    | -                                                                  |
| Canton de Douvrin                | Frédéric Wallet              |       | PS    | Maire de Haisnes                                                   |
| Canton d'Étaples                 | Philippe Fait                |       | UDI   | Maire d'Étaples                                                    |
| Canton d'Étaples                 | Geneviève Margueritte        |       | UDI   | Maire de Lefaux                                                    |
| Canton de Fruges                 | Jean-Marie Lubret            |       | DVD   | Maire de Fruges                                                    |
| Canton de Fruges                 | Maïté Massart                |       | DVD   | Maire-adjointe de Quiestède                                        |
| Canton d'Harnes                  | José Évrard                  |       | FN    | Conseiller municipal de Billy-Montigny                             |
| Canton d'Harnes                  | Guylaine Jacquart            |       | FN    | Conseillère municipale d'Harnes                                    |
| Canton d'Hénin-Beaumont-1        | Maryse Poulain               |       | FN    | Maire-adjointe d'Hénin-Beaumont                                    |
| Canton d'Hénin-Beaumont-1        | François Vial                |       | FN    | Conseiller municipal d'Oignies                                     |
| Canton d'Hénin-Beaumont-2        | Christopher Szczurek         |       | FN    | Maire-adjoint d'Hénin-Beaumont                                     |
| Canton d'Hénin-Beaumont-2        | Aurélia Beigneux             |       | FN    | Maire-adjointe d'Hénin-Beaumont                                    |
| Canton de Lens                   | Ariane Blomme                |       | FN    | Conseillère municipale de Lens                                     |
| Canton de Lens                   | Hugues Sion                  |       | FN    | Conseiller municipal de Lens                                       |
| Canton de Liévin                 | Laurent Duporge              |       | PS    | Maire de Liévin                                                    |
| Canton de Liévin                 | Évelyne Nachel               |       | MRC   | Maire-adjointe de Vimy                                             |
| Canton de Lillers                | Jacques Delaire              |       | FN    | -                                                                  |
| Canton de Lillers                | Karine Haverlant             |       | FN    | -                                                                  |
| Canton de Longuenesse            | Rachid Ben Amor              |       | DVD   | Maire de Blendecques                                               |
| Canton de Longuenesse            | Laurence Delaval             |       | DVD   | Maire-adjointe d'Arques                                            |
| Canton de Lumbres                | Blandine Drain               |       | PS    | -                                                                  |
| Canton de Lumbres                | Jean-Claude Leroy            |       | PS    | Sénateur                                                           |
| Canton de Marck                  | Nicole Chevalier             |       | UMP   | Présidente de la CC de la région d'Audruicq, maire d'Audruicq      |
| Canton de Marck                  | Pierre-Henri Dumont          |       | UMP   | Maire de Marck                                                     |
| Canton de Nœux-les-Mines         | Michel Dagbert               |       | PS    | Président du Conseil départemental, conseiller municipal de Barlin |
| Canton de Nœux-les-Mines         | Karine Gauthier              |       | PS    | Conseillère municipale de Nœux-les-Mines                           |
| Canton d'Outreau                 | Annie Brunet                 |       | PS    | Maire-adjointe de Saint-Léonard                                    |
| Canton d'Outreau                 | Sébastien Chochois           |       | PS    | Maire-adjoint d'Outreau                                            |
| Canton de Saint-Omer             | Bertrand Petit               |       | PS    | Maire de Saint-Martin-au-Laërt                                     |
| Canton de Saint-Omer             | Sophie Warot-Lemaire         |       | PS    | -                                                                  |
| Canton de Saint-Pol-sur-Ternoise | Claude Bachelet              |       | UMP   | Maire de Croisette                                                 |
| Canton de Saint-Pol-sur-Ternoise | Ginette Beugnet              |       | UDI   | -                                                                  |
| Canton de Wingles                | Daisy Duveau                 |       | FN    | Conseillère municipale de Grenay                                   |
| Canton de Wingles                | Antoine Ibba                 |       | FN    | Conseiller municipal de Grenay                                     |

## Résultats électoraux et analyses

### Présidentielles
- Élections présidentielles sous la Cinquième République dans le Pas-de-Calais

### Élections législatives
| 2024 | 2024 | 2024 | 2024 | 2024 | 2024 | 2024 | 2024 | 2024 |                                                    | RN                                                 |                                                    | RE                                                 |                                                    | RN                                                 |                                                    | RE                                                 |                                                    | RN                                                 |                                                    | RN                                                 |                                                    | RN                                                 |                                                    | RN                                                 |                                                    | RN                                                 |                                                    | RN                                                 |                                                    | RN                                                 |                                                    | RN                                                 |                                                    |                                                    |                                                    |                                                    |                                                    |                                                    |                                                    |                                                    |
| 2022 | 2022 | 2022 | 2022 | 2022 | 2022 | 2022 | 2022 | 2022 |                                                    | RN                                                 |                                                    | LREM                                               |                                                    | PCF                                                |                                                    | LREM                                               |                                                    | LREM                                               |                                                    | RN                                                 |                                                    | LR                                                 |                                                    | PS                                                 |                                                    | RN                                                 |                                                    | RN                                                 |                                                    | RN                                                 |                                                    | RN                                                 |                                                    |                                                    |                                                    |                                                    |                                                    |                                                    |                                                    |                                                    |
| 2017 | 2017 | 2017 | 2017 | 2017 | 2017 | 2017 | 2017 | 2017 |                                                    | MoDem                                              |                                                    | LREM                                               |                                                    | FN                                                 |                                                    | LR                                                 |                                                    | LREM                                               |                                                    | LREM                                               |                                                    | LR                                                 |                                                    | LREM                                               |                                                    | MoDem                                              |                                                    | FN                                                 |                                                    | FN                                                 |                                                    | FN                                                 |                                                    |                                                    |                                                    |                                                    |                                                    |                                                    |                                                    |                                                    |
| 2012 | 2012 | 2012 | 2012 | 2012 | 2012 | 2012 | 2012 | 2012 |                                                    | PS                                                 |                                                    | PS                                                 |                                                    | PS                                                 |                                                    | UMP                                                |                                                    | DVG                                                |                                                    | PS                                                 |                                                    | PS                                                 |                                                    | PS                                                 |                                                    | UMP                                                |                                                    | PS                                                 |                                                    | PS                                                 |                                                    | PS                                                 |                                                    |                                                    |                                                    |                                                    |                                                    |                                                    |                                                    |                                                    |
| 2007 | 2007 | 2007 | 2007 | 2007 | 2007 | 2007 | 2007 | 2007 |                                                    | PS                                                 |                                                    | PS                                                 |                                                    | PS                                                 |                                                    | UMP                                                |                                                    | PS                                                 |                                                    | PS                                                 |                                                    | PS                                                 |                                                    | PS                                                 |                                                    | PRG                                                |                                                    | PS                                                 |                                                    | PS                                                 |                                                    | PS                                                 |                                                    | PS                                                 |                                                    | PS                                                 |                                                    |                                                    |                                                    |                                                    |
| 2002 | 2002 | 2002 | 2002 | 2002 | 2002 | 2002 | 2002 | 2002 |                                                    | PRG                                                |                                                    | PS                                                 |                                                    | PS                                                 |                                                    | UMP                                                |                                                    | DVG                                                |                                                    | PS                                                 |                                                    | PS                                                 |                                                    | PS                                                 |                                                    | UMP                                                |                                                    | PS                                                 |                                                    | PS                                                 |                                                    | PS                                                 |                                                    | PS                                                 |                                                    | PS                                                 |                                                    |                                                    |                                                    |                                                    |
| 1997 | 1997 | 1997 | 1997 | 1997 | 1997 | 1997 | 1997 | 1997 |                                                    | PRS                                                |                                                    | PS                                                 |                                                    | UDF                                                |                                                    | UDF                                                |                                                    | DVG                                                |                                                    | PS                                                 |                                                    | PS                                                 |                                                    | PS                                                 |                                                    | PS                                                 |                                                    | PS                                                 |                                                    | PS                                                 |                                                    | PS                                                 |                                                    | PS                                                 |                                                    | PS                                                 |                                                    |                                                    |                                                    |                                                    |
| 1993 | 1993 | 1993 | 1993 | 1993 | 1993 | 1993 | 1993 | 1993 |                                                    | MRG                                                |                                                    | UDF                                                |                                                    | UDF                                                |                                                    | UDF                                                |                                                    | UDF                                                |                                                    | PS                                                 |                                                    | RPR                                                |                                                    | RPR                                                |                                                    | PS                                                 |                                                    | PS                                                 |                                                    | PCF                                                |                                                    | PS                                                 |                                                    | PS                                                 |                                                    | DVD                                                |                                                    |                                                    |                                                    |                                                    |
| 1988 | 1988 | 1988 | 1988 | 1988 | 1988 | 1988 | 1988 | 1988 |                                                    | MRG                                                |                                                    | PS                                                 |                                                    | UDF                                                |                                                    | UDF                                                |                                                    | PS                                                 |                                                    | PS                                                 |                                                    | PS                                                 |                                                    | PS                                                 |                                                    | PS                                                 |                                                    | PS                                                 |                                                    | PS                                                 |                                                    | PS                                                 |                                                    | PS                                                 |                                                    | PS                                                 |                                                    |                                                    |                                                    |                                                    |
| 1986 | 1986 | 1986 | 1986 | 1986 | 1986 | 1986 | 1986 | 1986 | Scrutin proportionnel plurinominal par département | Scrutin proportionnel plurinominal par département | Scrutin proportionnel plurinominal par département | Scrutin proportionnel plurinominal par département | Scrutin proportionnel plurinominal par département | Scrutin proportionnel plurinominal par département | Scrutin proportionnel plurinominal par département | Scrutin proportionnel plurinominal par département | Scrutin proportionnel plurinominal par département | Scrutin proportionnel plurinominal par département | Scrutin proportionnel plurinominal par département | Scrutin proportionnel plurinominal par département | Scrutin proportionnel plurinominal par département | Scrutin proportionnel plurinominal par département | Scrutin proportionnel plurinominal par département | Scrutin proportionnel plurinominal par département | Scrutin proportionnel plurinominal par département | Scrutin proportionnel plurinominal par département | Scrutin proportionnel plurinominal par département | Scrutin proportionnel plurinominal par département | Scrutin proportionnel plurinominal par département | Scrutin proportionnel plurinominal par département | Scrutin proportionnel plurinominal par département | Scrutin proportionnel plurinominal par département | Scrutin proportionnel plurinominal par département | Scrutin proportionnel plurinominal par département | Scrutin proportionnel plurinominal par département | Scrutin proportionnel plurinominal par département | Scrutin proportionnel plurinominal par département | Scrutin proportionnel plurinominal par département | Scrutin proportionnel plurinominal par département | Scrutin proportionnel plurinominal par département |
| 1981 | 1981 | 1981 | 1981 | 1981 | 1981 | 1981 | 1981 | 1981 |                                                    | PS                                                 |                                                    | MRG                                                |                                                    | PS                                                 |                                                    | PS                                                 |                                                    | PS                                                 |                                                    | PS                                                 |                                                    | PCF                                                |                                                    | PS                                                 |                                                    | PS                                                 |                                                    | PS                                                 |                                                    | PS                                                 |                                                    | PS                                                 |                                                    | PS                                                 |                                                    | PCF                                                |                                                    |                                                    |                                                    |                                                    |
| 1978 | 1978 | 1978 | 1978 | 1978 | 1978 | 1978 | 1978 | 1978 |                                                    | PS                                                 |                                                    | MRG                                                |                                                    | PS                                                 |                                                    | PS                                                 |                                                    | PCF                                                |                                                    | PS                                                 |                                                    | PCF                                                |                                                    | PS                                                 |                                                    | PCF                                                |                                                    | PCF                                                |                                                    | PCF                                                |                                                    | PS                                                 |                                                    | PS                                                 |                                                    | PCF                                                |                                                    |                                                    |                                                    |                                                    |
| 1973 | 1973 | 1973 | 1973 | 1973 | 1973 | 1973 | 1973 | 1973 |                                                    | PS                                                 |                                                    | UDR                                                |                                                    | PS                                                 |                                                    | UDR                                                |                                                    | PCF                                                |                                                    | PS                                                 |                                                    | PCF                                                |                                                    | PS                                                 |                                                    | PCF                                                |                                                    | PCF                                                |                                                    | PCF                                                |                                                    | PS                                                 |                                                    | PS                                                 |                                                    | PCF                                                |                                                    |                                                    |                                                    |                                                    |
| 1968 | 1968 | 1968 | 1968 | 1968 | 1968 | 1968 | 1968 | 1968 |                                                    | FGDS                                               |                                                    | UDR                                                |                                                    | RI                                                 |                                                    | UDR                                                |                                                    | FGDS                                               |                                                    | UDR                                                |                                                    | UDR                                                |                                                    | UDR                                                |                                                    | UDR                                                |                                                    | PCF                                                |                                                    | PCF                                                |                                                    | FGDS                                               |                                                    | FGDS                                               |                                                    | FGDS                                               |                                                    |                                                    |                                                    |                                                    |
| 1967 | 1967 | 1967 | 1967 | 1967 | 1967 | 1967 | 1967 | 1967 |                                                    | FGDS                                               |                                                    | FGDS                                               |                                                    | PCF                                                |                                                    | UD-Ve                                              |                                                    | FGDS                                               |                                                    | FGDS                                               |                                                    | UD-Ve                                              |                                                    | FGDS                                               |                                                    | PCF                                                |                                                    | PCF                                                |                                                    | PCF                                                |                                                    | FGDS                                               |                                                    | FGDS                                               |                                                    | FGDS                                               |                                                    |                                                    |                                                    |                                                    |
| 1962 | 1962 | 1962 | 1962 | 1962 | 1962 | 1962 | 1962 | 1962 |                                                    | SFIO                                               |                                                    | UNR-UDT                                            |                                                    | UNR-UDT                                            |                                                    | UNR-UDT                                            |                                                    | SFIO                                               |                                                    | UNR-UDT                                            |                                                    | UNR-UDT                                            |                                                    | UNR-UDT                                            |                                                    | PCF                                                |                                                    | SFIO                                               |                                                    | PCF                                                |                                                    | SFIO                                               |                                                    | SFIO                                               |                                                    | SFIO                                               |                                                    |                                                    |                                                    |                                                    |
| 1958 | 1958 | 1958 | 1958 | 1958 | 1958 | 1958 | 1958 | 1958 |                                                    | SFIO                                               |                                                    | UNR                                                |                                                    | CNIP                                               |                                                    | Modérés                                            |                                                    | SFIO                                               |                                                    | UNR                                                |                                                    | UNR                                                |                                                    | CNIP                                               |                                                    | MRP                                                |                                                    | SFIO                                               |                                                    | SFIO                                               |                                                    | SFIO                                               |                                                    | SFIO                                               |                                                    | SFIO                                               |                                                    |                                                    |                                                    |                                                    |

### Sénatoriales
- Élections sénatoriales de 2001 dans le Pas-de-Calais
- Élections sénatoriales de 2011 dans le Pas-de-Calais
- Élections sénatoriales de 2017 dans le Pas-de-Calais

### Cantonales
- Élections cantonales de 2008 dans le Pas-de-Calais
- Élections cantonales de 2011 dans le Pas-de-Calais

### Départementales
- Élections départementales de 2015 dans le Pas-de-Calais

### Municipales
- Élections municipales de 2008 dans le Pas-de-Calais
- Élections municipales de 2014 dans le Pas-de-Calais
- Élections municipales de 2020 dans le Pas-de-Calais